# Supervisão (programa)
Um programa de fiscalização ou supervisor é um programa de computador, geralmente parte de um sistema operacional, que controla a execução de outras rotinas e regula planejamento de trabalho, operações de entrada/saída, as ações de erro e funções semelhantes e regula o fluxo de trabalho em um processamento de dados do sistema.
Também pode se referir a um programa de computador que aloca eventos espaciais de um componente do computador e horários pelo serviço de enfileiramento de tarefas e sistema interrupções. Controle do sistema é devolvido para o programa de controle com uma frequência suficiente para garantir que as exigências sobre o sistema forem satisfeitas.